# Nederlandse Academie van Voedingswetenschappen
De Nederlandse Academie van Voedingswetenschappen (NAV) is een onafhankelijke Nederlandse vereniging ter ondersteuning van voedingskundigen met een wetenschappelijke achtergrond. De NAV organiseert onder meer workshops en symposia. Het ledenaantal op 1 januari 2024 was 348.

## Geschiedenis
De NAV werd opgericht in 2003 op initiatief van drs. N. Blok, dr. Th. Ockhuizen, dr. L. Hendrikse, drs. A. Siemensma, dr. L. de Groot, dr. ir. M. Stasse en dr. J. de Vries. Het initiatief kwam voort uit netwerkgesprekken met vooraanstaande opinieleiders in de voedingswereld. Hieruit bleek de wens om een onafhankelijke vereniging ter ondersteuning van voedingskundigen met een wetenschappelijke achtergrond op te richten. 
Het eerste bestuur (2003/2004) bestond uit: 
1. Voorzitter: Frans Kok
2. Vicevoorzitter: Wim Saris
3. Secretaris: Theo Ockhuizen
4. Penningmeester: Hans Verhagen
5. Registratie: Jaap Seidell
6. Lid: Jan de Vries
7. Lid Evenementen: Marianne Stasse
8. Lid: Annemie Schols

Het huidige bestuur: 
1. Voorzitter: Jessica Kiefte
2. Vicevoorzitter: Monica Mars
3. Secretaris: Johan de Vogel
4. Penningmeester: Nicole Vervaet
5. Wervingscommissie: Ellen van Kleef
6. Engagement commissie: Gerda Pot
7. Lid: Tanja Adam
8. Jong-NAV: Kevin Nijssen
9. Lid: Marjolein Visser

De initiële missie was het vestigen van een registratiesysteem als kwaliteitskeurmerk voor academisch opgeleide voedingskundigen, met een sterke nadruk op (inter)nationaal netwerken. De volgende doelen werden opgesteld: 
- Het behartigen van de belangen van voedingskundigen met een wetenschappelijke achtergrond.
- Een gezaghebbende inbreng hebben bij overheid, instellingen, universiteiten en bedrijfsleven.
- De kwaliteit van toegepaste en fundamentele voedingswetenschappen waarborgen en verbeteren.
- De multidisciplinaire benadering van de voedingswetenschappen bevorderen.
- Het versterken van de professionele samenwerking, zowel nationaal als internationaal.

In 2004 vond de eerste algemene ledenvergadering plaats en werd bovengenoemde missie bevestigd. Daarnaast werden er diverse wetenschappelijke activiteiten geïnitieerd:  
- Workshops (discussiëren over actuele onderwerpen om de gedachtebepaling van deelnemers te bevorderen)
- Symposia met relevante thema’s voor een breed en divers publiek, waarbij gestreefd wordt naar een gemeenschappelijk inzicht, geschikt voor publicatie.
- Voedingsforum (bijeenkomsten tussen wetenschappers werkzaam in diverse sectoren)

In de periode van 2005 tot 2008 heeft de NAV significante stappen gezet door commissies te vormen. Jong NAV werd opgericht, een groep die zich richt op het aantrekken van nieuwe leden en het organiseren van boeiende evenementen. Tegelijkertijd zette de Commissie Ethiek haar krachten in om de NAV-gedragscode te formuleren, waaraan elk NAV-lid zich nu verbindt.  
De NAV ging verder dan nationale grenzen door een strategische samenwerking aan te gaan met FENS, de Federation of European Nutrition Societies. Hierbij nam de NAV de organisatie van het FENS-congres op zich, waarmee de vereniging haar invloed op het Europese toneel vergrootte. Daarnaast is de NAV lid van de International Union of Nutrition Societies (IUNS).  
De groei van het ledenaantal naar 131 in 2007 leidde tot de vorming van twee nieuwe commissies, waaronder de PR-commissie in 2007/2008. Deze commissie richtte zich op het profileren van leden en de NAV in de media, met als doel wetenschappelijke misinformatie aan te pakken en relevante kwesties met betrekking tot voeding en gezondheid aan de kaak te stellen.  